# Cardiandra
Cardiandra ist eine Pflanzengattung aus der Familie der Hortensiengewächse (Hydrangeaceae). Die Gattung umfasst sechs Arten, die in Ostasien heimisch sind.

## Beschreibung

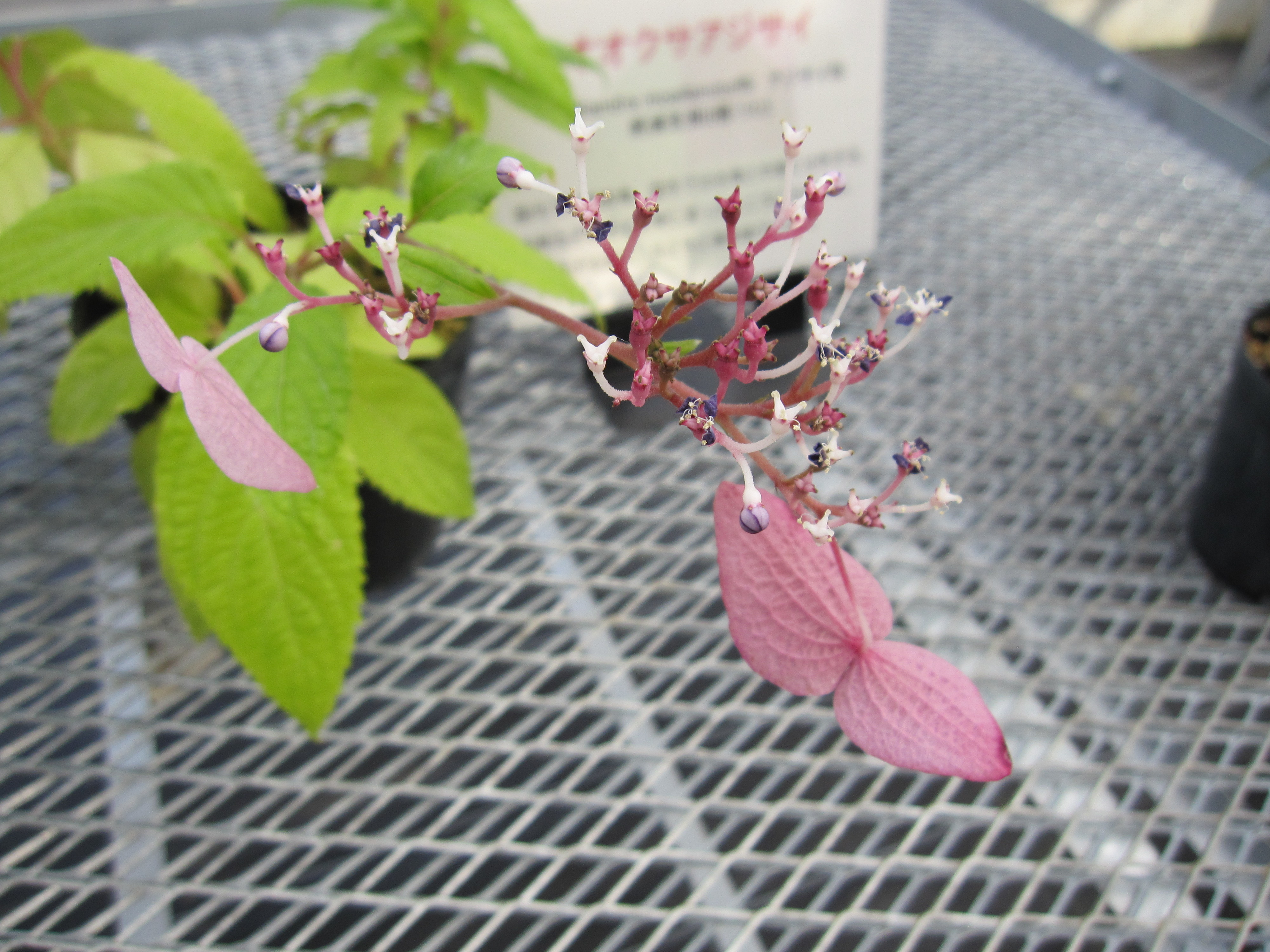
Cardiandra moellendorffii

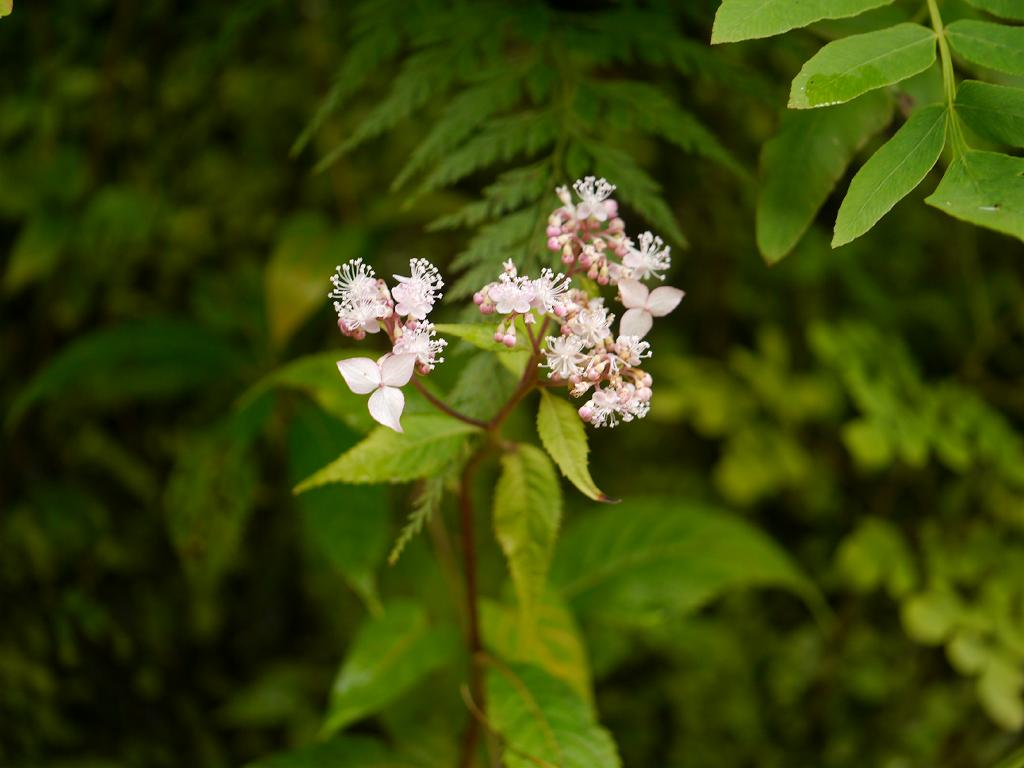
Cardiandra alternifolia

Die Arten der Gattung sind ausdauernde, krautige Pflanzen, die aus einem Rhizom wachsen. Die gestielten, wechselständigen Blätter sind am Rand gezähnt. 
Die Blütenstände sind zymöse Rispen. Einige der Blüten sind unfruchtbar. Die vier bis fünf (selten sechs) Kelchblätter liegen klappig übereinander. Die vier bis fünf (selten sechs) dachziegelartig angeordneten Kronblätter sind eiförmig, weiß und zur Blütezeit zurückgebogen.
Die Staubfäden der 12 bis 25 Staubblätter sind fadenförmig, die Stylodien unverwachsen. Der mittelständige Fruchtknoten ist zwei- bis drei, selten vier- bis fünffächrig, die meisten Samenanlagen liegen darin aufrecht. Die Frucht ist eine Kapsel, die sich am äußersten Ende öffnet, um die zahlreichen, 0,5 bis 1,0 Millimeter langen, geflügelten Samen freizugeben.

## Verbreitung
Die Arten der Gattung sind in Ostasien beheimatet und finden sich dort in feuchten Bergwäldern.

## Botanische Geschichte und Systematik
Die Gattung wurde 1835 von Philipp Franz von Siebold und Joseph Gerhard Zuccarini in ihrer Flora Japonica erstbeschrieben. Innerhalb der Familie wird sie in die Unterfamilie Hydrangeoideae gestellt und dort in die Tribus Hydrangeae. 
Die innere Systematik der Gattung gilt als revisionsbedürftig. Sie umfasst nur wenige Arten, darunter:
- Cardiandra alternifolia (Siebold) Siebold & Zucc. (Syn.: Hydrangea alternifolia Siebold): Sie kommt in Japan vor.[1]
- Cardiandra formosana Hayata: Sie kommt in Taiwan und in Zhejiang vor.[2]
- Cardiandra moellendorffii (Hance) Migo: Sie kommt in Japan auf den Ryūkyū-Inseln und in China in Höhenlagen zwischen 700 und 1500 Metern vor.[2] Es gibt zwei Varietäten:
  - Cardiandra moellendorffii var. moellendorffii: Sie kommt auf den Ryūkyū-Inseln und in Anhui, Fujian, Jiangxi und Zhejiang vor.[2]
  - Cardiandra moellendorffii var. laxiflora (H.L. Li) C.F. Wei: Sie kommt in Guangdong, Guangxi, Guizhou, Hubei und Hunan vor.[2]